# (39400) 6808 P-L
6808 P-L (asteroide 39400) é um asteroide da cintura principal. Possui uma excentricidade de 0.12445450 e uma inclinação de 5.22706º.
Este asteroide foi descoberto no dia 24 de setembro de 1960 por Cornelis Johannes van Houten e Ingrid van Houten-Groeneveld e Tom Gehrels em Palomar.